# Marc Weller (professor)
Marc Weller é professor de Direito Internacional e Estudos Constitucionais Internacionais na Universidade de Cambridge, Inglaterra, e membro de Hughes Hall, Cambridge, trabalhando no Departamento de Política e Estudos Internacionais (POLIS). Ele era o diretor do Centro de Direito Internacional Lauterpacht. Ele foi consultor em muitas negociações de paz internacionais.